# 세계평화연구소
세계평화연구소(世界平和研究所,Institute for International Policy Studies)은 안전보장을 중심으로 하는 조사 연구나, 국제교류 등을 목적으로 하는 공익 재단법인. 통칭은 나카소네 평화 연구소이다.

## 개요
1988년 6월 28일 "국제 사회의 당면 과제 문제에 대해서 발신하는 정책 연구 제언 기관"으로서 국무회의 양해를 거치고 설립된 방위성 소관(엄밀히는 총리실, 외무성, 재무성,방위성,경제기획청 경제산업성 주무)의 재단 법인 세계평화연구소(Institute for International Policy Studies), IIPS도 회장은 당초부터 나카소네 야스히로이다. 내용으로는 "헌법 개정안"의 제시, 각국의 선거제도 연구, 중화민국과의 교류, 중화인민공화국 전략연구 등이 있다. 2011년 4월 1일, 공익법인제도 개혁에 따른 더 공익재단법인으로 이행. 2018년 1월 1일 공익재단법인 나카소네 야스히로 세계 평화 연구소(Nakasone Yasuhiro Peace Institute)로 명칭을 변경했다. 그리고 10월 1일 나카소네 평화 연구소(Nakasone Peace Institute, NPI)을 통칭하기로 하였다. 예전에는 키오이정 더포럼 빌딩 6층에 사무소가 있었다.
- 소재지:도쿄도 미나토 구 (도쿄도) 도라노몬 3가 2번 2호 도라노몬 30숲빌딩 6층
- 설립: 1988년(쇼와 63년)6월 28일

## 조직
- 회장 : 나카소네 야스히로 (前 일본 총리)
- 이사장: 후지사키 이치로
- 부회장: 미무라 아키오, 나카소네 히로후미 (나카소네 야스히로 前 일본 총리 아들)
- 부이사장: 아라이 도시미츠